# Huelga laboral

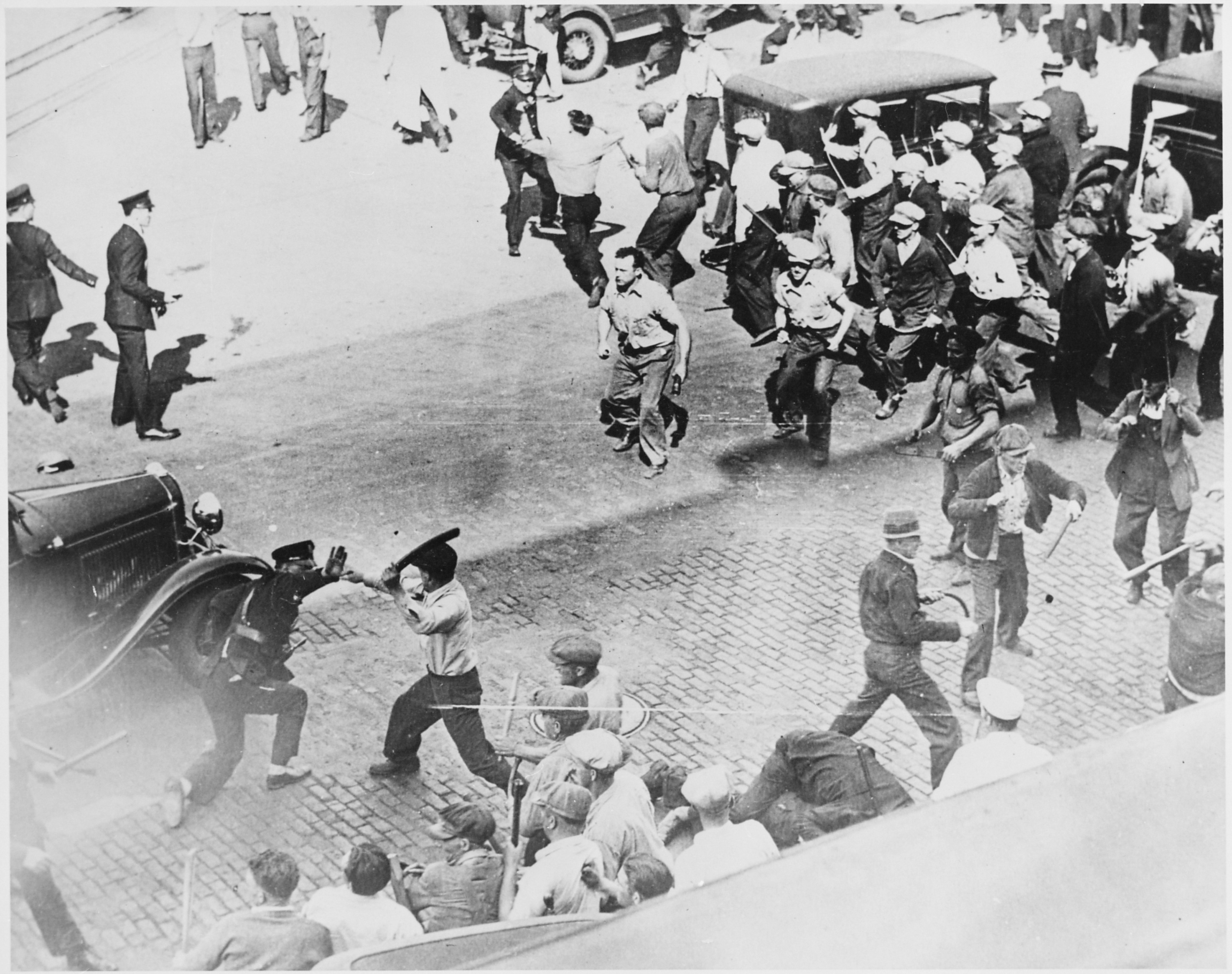
Policía reprimiendo una manifestación en favor de la huelga en Mineápolis, Estados Unidos, en 1934.

Una huelga laboralista es huelga de trabajo, una acción colectiva, emprendida por un grupo de trabajadores que consiste en una cesación temporal de la prestación de trabajo, es decir, negarse a cumplir total o parcialmente el trabajo que les ha sido encomendado. Normalmente se emplea como medio de ejercer presión en las negociaciones con el empleador, para obtener una mejora en las condiciones económicas, o en general, laborales, aunque puede suponer también una protesta con repercusión en otras esferas o ámbitos.

## Evolución histórica
La huelga cobró importancia con la organización industrial del trabajo, en que grandes grupos de obreros sometidos a condiciones similares y agrupados físicamente en un taller o mina pudieron por primera vez organizar su actuación como grupo homogéneo.

## Regulación del derecho de huelga
Durante los primeros años de la Revolución industrial, el derecho de huelga estuvo severamente penado, incluso como delito. Posteriormente, habrá cierta tolerancia: los Estados admiten la huelga, pero la castigan desde el punto de vista civil, como incumplimiento de las obligaciones laborales. 
No fue hasta la difusión de la socialdemocracia a comienzos del siglo XX cuando el derecho de huelga fue reconocido internacionalmente como un derecho esencial de los trabajadores constitutivo de la libertad sindical. Se trata de uno de los derechos de segunda generación, que se reconoce en la actualidad en la mayoría de los ordenamientos internos y en tratados internacionales de alcance universal como el Pacto Internacional de Derechos Económicos, Sociales y Culturales.

### Regulación en España
Sus antecedentes se encuentran en el Decreto 1376/1970, de 22 de mayo, sobre regulación de conflictos colectivos de trabajo, en el que se produjo una cierta legalización de la huelga aunque sin llegar reconocer este derecho. Según el mismo, si los representantes laborales hubieran formulado reclamaciones no contestadas por el empresario u obstaculizasen la negociación, no permitía la resolución del contrato de trabajo en caso de huelga, sólo su suspensión. Eliminándose, por lo tanto, como causa de despido. Posteriormente, por Decreto-ley 5/1975, de 22 de mayo, sobre regulación de los conflictos colectivos de trabajo se reconoció formalmente el "recurso a la huelga" bajo determinadas condiciones. Finalmente se reconoció el derecho a la huelga por el vigente Real Decreto-ley 17/1977, de 4 de marzo, sobre relaciones de trabajo, permitiendo que excediera al ámbito de la empresa y que afectara a empresas encargadas de servicios públicos.
Según la sentencia del Tribunal Constitucional de España n.º 11/1981, se trata de "una perturbación que se produce en el normal desenvolvimiento de la vida social y, en particular, en el proceso de producción de bienes y servicios, que se lleva a cabo de forma pacífica y no violenta, mediante un concierto de los trabajadores y de los demás intervinientes en dicho proceso, que puede tener como objeto reivindicar mejoras en las condiciones económicas o, en general, en las condiciones de trabajo, y puede suponer también una protesta con repercusión en otras esferas o ámbitos".
En España, el derecho de huelga es un derecho fundamental reconocido en el artículo 28.2 de la Constitución y regulado por el Real Decreto-Ley 17/1977, que la califica como medida de conflicto colectivo de trabajo adoptada por acuerdo de los trabajadores con la finalidad de defender y promover sus intereses. Responde a la idea del Estado social y democrático de Derecho (artículo 1.1 de la Constitución) y al principio de la igualdad sustancial (artículo 9.2 de la misma Carta Magna). Es un derecho de titularidad individual y ejercicio colectivo, algo que varía en función del ordenamiento jurídico: así, p.ej., en Francia se configura como un derecho de titularidad y ejercicio individuales; mientras que en los Estados Unidos su titularidad y ejercicio son colectivos. Los extranjeros gozan también de este derecho aunque no dispongan de la preceptiva autorización de trabajo.

#### Desarrollo de la huelga
- Convocatoria y comunicación o preaviso de la huelga.
- Constitución de un comité de huelga.
- Respeto de la libertad de trabajo de los no huelguistas.
- Prohibición de sustitución de huelguistas por esquiroles.
- Adaptación de servicios de seguridad.

#### Efectos
Los efectos de la huelga varían en función de si su ejercicio se ajusta a los requisitos legalmente previstos o no:
- La huelga legal es causa de suspensión del contrato de trabajo, esto es, se produce la interrupción de las prestaciones recíprocas de trabajo (por parte del trabajador) y de salario (por parte del empleador) mientras dure la inactividad, sin que el ejercicio del derecho de huelga pueda dar lugar a la extinción de la relación de trabajo ni dar lugar a ninguna sanción.[7] El trabajador permanece en situación de alta especial en la Seguridad Social, con suspensión de la obligación de cotización por parte del empresario y del propio trabajador.
- La huelga ilegal, o llevada a cabo contraviniendo el régimen jurídico establecido para su ejercicio, es una causa de incumplimiento del contrato por parte del trabajador huelguista, que si se considera grave y culpable, puede dar lugar a una causa de despido disciplinario.

## Tipología
Criterios de clasificación:

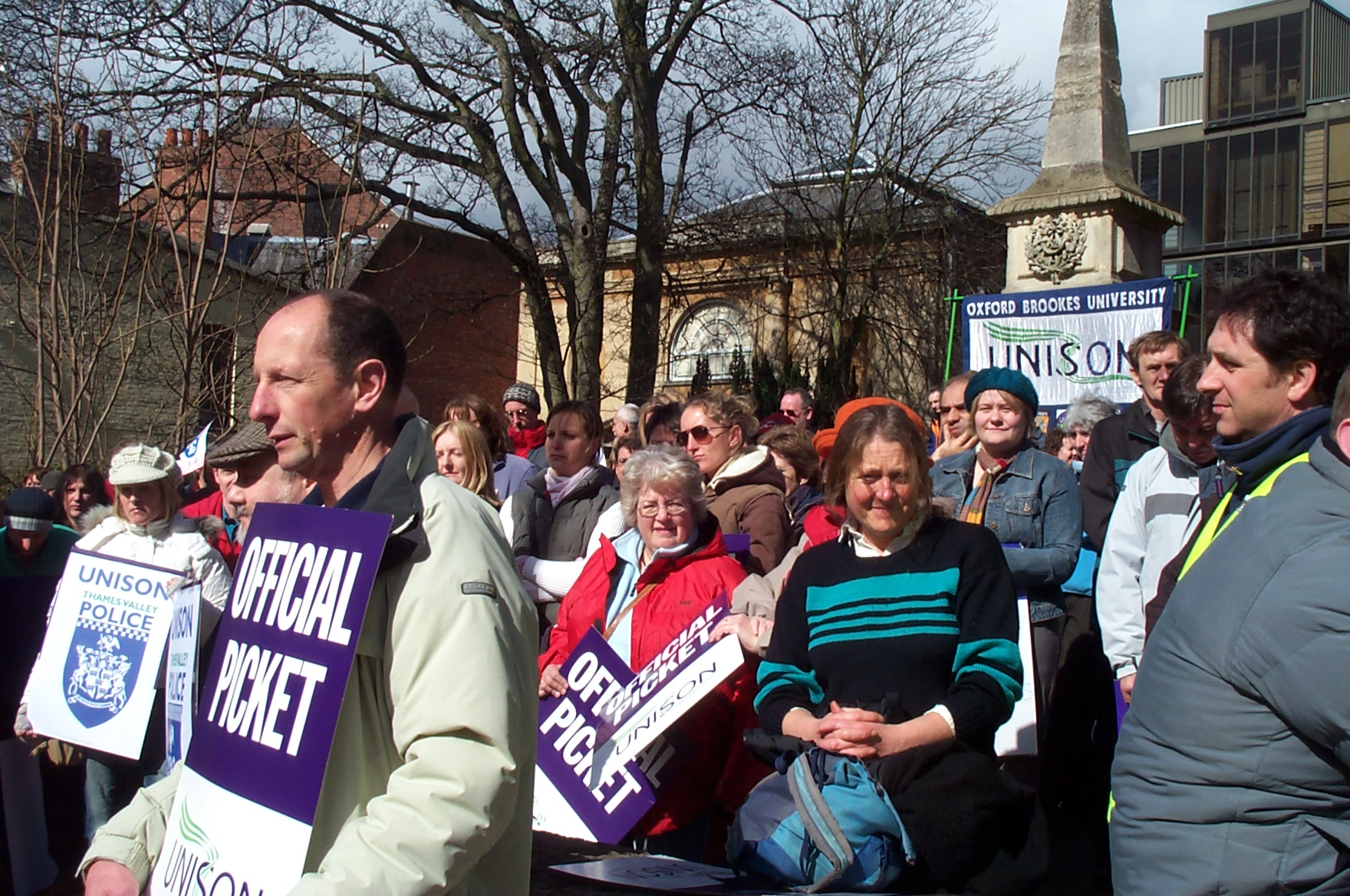
Una reunión del sindicato británico UNISON en Oxford durante una huelga en 2006.

1. Según los sujetos que ejercitan el derecho de huelga: la huelga puede ser ejercitada por:
  - Los trabajadores por cuenta ajena
  - Los trabajadores asalariados
  - Los funcionarios
2. Según las causas que motivan la huelga: se distingue entre:
  - Huelga laboral: es la que tiene lugar por causas derivadas de la propia relación de trabajo.
  - Huelga extralaboral: es la que se lleva a cabo por motivos políticos o con cualquier otra finalidad ajena al interés profesional de los trabajadores afectados.
  - Huelga de solidaridad o simpatía: los trabajadores defienden un interés ajeno a su relación contractual, actuando sin embargo en apoyo de otros trabajadores en conflicto, con los que se solidarizan.
3. Según el comportamiento que se lleve a cabo en la huelga: cabe distinguir:
  - Huelga turnante o rotatoria: es la que realizan de modo sucesivo en las distintas unidades productivas de una empresa o centro de trabajo, o sectores de la actividad económica en un ámbito geográfico determinado, alternándose sucesivamente en la cesación, en el trabajo con la finalidad de afectar a la coordinación de la producción.
  - Huelga estratégica, tapón o trombosis: es aquella que afecta tan sólo de modo directo a la actividad productiva básica de la empresa, o a los sectores estratégicos del sistema económico, pero que comunica sus efectos en cadena a los demás ámbitos, consiguiendo la paralización de todo el proceso productivo.
  - Huelga de celo o reglamento, consiste en una ejecución minuciosa y reglamentaria del trabajo, con el consiguiente retraso en el mismo.
  - Huelga intermitente: son aquellas en la que se alterna momento de normalidad laboral y de cesación del trabajo. Posee una tipología bastante variada: alternancia de horas de trabajo y huelga a lo largo del día, de días de trabajo y huelga a lo largo de la semana o períodos más amplios.
  - Huelga de brazos caídos: o huelga a pie de fábrica, en las que los trabajadores no abandona las instalaciones de la empresa, se establecen turno de relevo para ocuparla permanentemente.
  - Huelga escalonada: cuando las actividades productivas son paralizadas progresivamente, unas después de otras.
  - Huelga general: la que se plantea simultáneamente en todos los oficios de una o varias localidades.
4. De acuerdo a la legalidad de la huelga: puede ser:
  - Legales: convocadas de acuerdo con los plazos que marcan las leyes vigentes.
  - Ilegales: desencadenadas sin previo aviso o en un plazo menor del que marcan las leyes.